# Jeff Wall
Jeff Wall es un fotógrafo canadiense nacido en Vancouver (Canadá) en el año 1946, ciudad en la que reside y trabaja, es una de las figuras clave en la escena artística de su ciudad durante años. En 2002 fue premiado con el prestigioso Premio Hasselblad.
Su obra ha ayudado a definir el llamado fotoconceptualismo. Sus fotografías son a menudo cuidadosamente planificadas como una escena en una película, con pleno control de todos los detalles. Sus composiciones se encuentran siempre bien pensadas, o prestadas, a partir de clásicos pintores como Édouard Manet. Muchas de sus imágenes son grandes (normalmente 2X2 metros) transparencias colocadas en cajas de luz; según el fotógrafo esta idea le vino durante un viaje en autobús entre España y Londres tras ver un gran anuncio publicitario montado sobre una caja de luz en una parada de autobús. Los temas tratados en sus fotografías son sociales y políticos, tales como la violencia urbana, el racismo, la pobreza, así como los conflictos de género y de clase.
Una famosa imagen de Jeff Wall es Mimic de 1982. Resulta ser una transparencia de color de 198 cm por 229 cm. En ella vemos a tres personas, una pareja y un hombre, caminando hacia la cámara sobre un lado de la acera. La calle pertenece a un suburbio en una ciudad norteamericana, un área residencial mezclada con pequeñas industrias. La pareja, a la derecha en la imagen, es blanca, y el hombre de la izquierda es de origen asiático. La mujer lleva unos pantalones cortos rojos y un top blanco mostrando su ombligo. Su novio lleva un chaleco, con una barba poblada y pelo despeinado; dan la impresión de ser de clase trabajadora. El hombre asiático está vestido elegantemente, con una camisa gris; da la impresión de ser de clase media. El novio hace un gesto racista al girar su cara hacia fuera para mirar de reojo al hombre asiático. La imagen ha sido tomada en el momento justo en que se produce el gesto y revela la tensión social. Sin embargo, esta escena ha sido construida meticulosamente al igual que si fuera una imagen cinematográfica.